# مول‌تورپ
مول‌تورپ (به سوئدی: Mölltorp) یک منطقهٔ مسکونی در سوئد است که در بخش کارلسنبوری شهرستان وسترا یوتلاند واقع شده‌است. مول‌تورپ ۱٫۳۰ کیلومتر مربع مساحت و ۱٬۰۵۰ نفر جمعیت دارد.